# Condylostylus scopulosus
Condylostylus scopulosus är en tvåvingeart som beskrevs av Octave Parent 1937. Condylostylus scopulosus ingår i släktet Condylostylus och familjen styltflugor. Inga underarter finns listade i Catalogue of Life.